# Cratere Oski
Oski è un cratere sulla superficie di Callisto.